# La Chalm
La Cham (en francès Lachamp) és un municipi francès situat al departament del Losera i a la regió d'Occitània.